# Cervera de Pisuerga
Cervera de Pisuerga ist ein Ort mit etwa 1650 Einwohnern und eine Gemeinde (municipio) mit 2.284 Einwohnern (Stand: 2024) im Norden der Provinz Palencia in der Autonomen Gemeinschaft Kastilien-León im Norden Spaniens. Der Ortskern ist als Conjunto histórico-artístico eingestuft. Zur im Naturpark Fuentes Carrionas und Fuente Cobre-Montaña de Palencia liegenden Gemeinde gehören auch 23 Weiler (pedanías) mit insgesamt etwa 550 Einwohnern.

## Lage und Klima
Die Gemeinde Cervera de Pisuerga liegt etwa 20 bis 25 km (Luftlinie) südöstlich des ca. 2500 m hohen Bergstocks der Fuentes Carrionas in einer Höhe von ca. 1000 bis 1200 m. Die Provinzhauptstadt Palencia befindet sich ungefähr 110 km (Fahrtstrecke) südlich. Aufgrund der Höhenlage ist das Klima gemäßigt, was im Sommer angenehme Tagestemperaturen zur Folge hat.

## Bevölkerungsentwicklung
| Jahr      | 1857 | 1900 | 1950 | 2000 | 2022 |
| Einwohner | 582  | 1155 | 1815 | 2706 | 2256 |

Die Mechanisierung der Landwirtschaft, die Aufgabe bäuerlicher Kleinbetriebe („Höfesterben“) und der daraus resultierende Verlust an Arbeitsplätzen haben seit der Mitte des 20. Jahrhunderts zu einer Landflucht und zu einem deutlichen Bevölkerungswachstum in den Städten geführt.

## Wirtschaft
Vorrangiger Erwerbszweig war und ist die Viehwirtschaft, aber es gibt auch einige, allerdings flächenmäßig eher kleine Getreidefelder. Seit den 1970er Jahren sind Einnahmen aus dem Tourismus in Form der Vermietung von Ferienwohnungen (casas rurales) hinzugekommen.

## Geschichte
Das hochgelegene Gebiet dürfte ursprünglich als Sommerweide im Rahmen der Transhumanz gedient haben. Eine dauerhafte Besiedlung entwickelte sich wahrscheinlich erst im hohen oder ausgehenden Mittelalter, als König Alfons VII. von Kastilien und León (reg. 1158–1214) sich der Neu- oder Wiederbesiedlung (repoblación) der aus den Händen der Muslime rückeroberten Gebiete widmete. Später lag Cervera am Kreuzungspunkt zweier ehemals bedeutender Straßen.

## Sehenswürdigkeiten

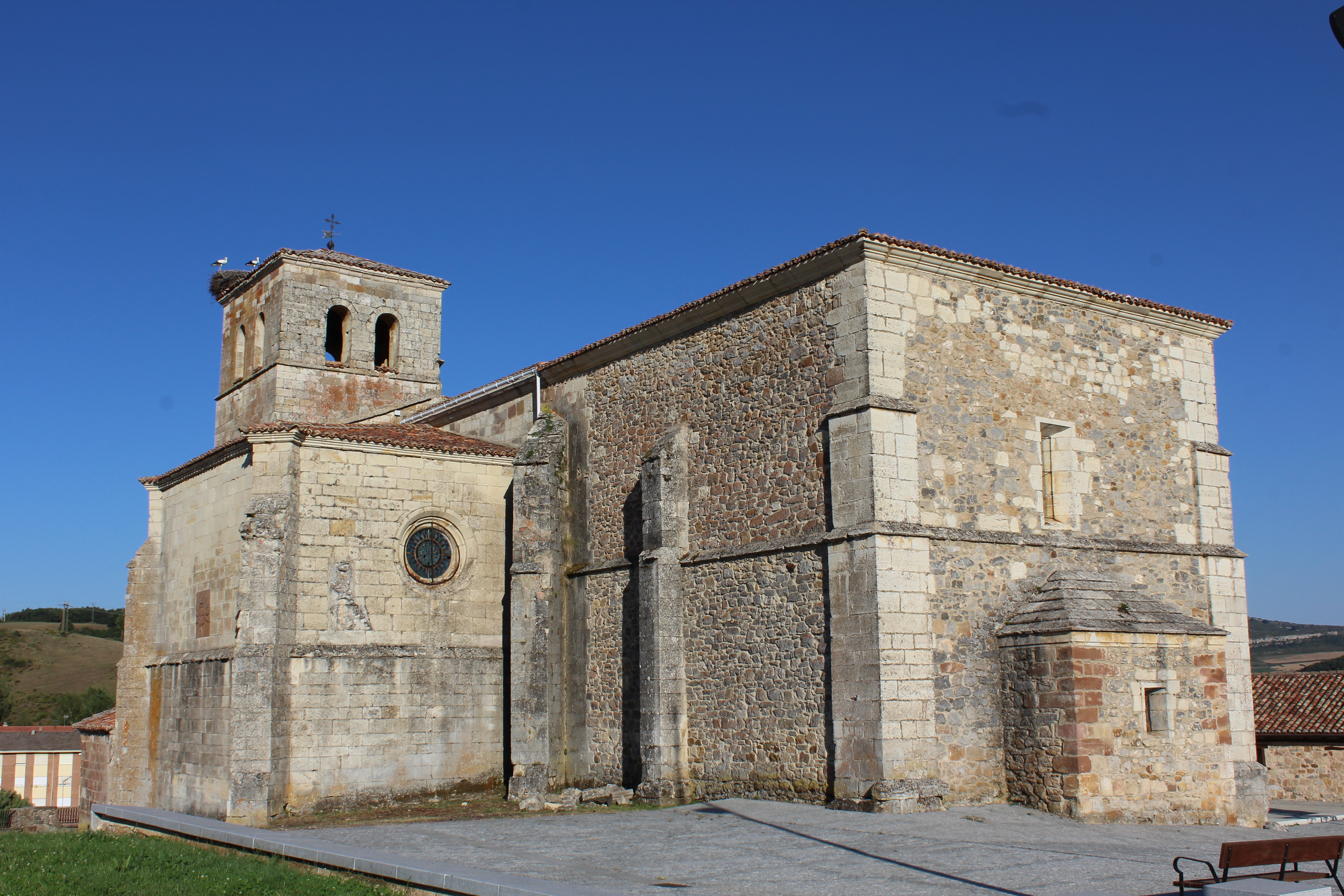
Cervera de Pisuerga – Iglesia de Santa María del Castillo

- Trotz der Einstufung des Ortskerns als Conjunto histórico-artístico gibt es nur wenige historisch oder architektonisch interessante Einzelgebäude.
- Die im 15./16. Jahrhundert im einfachen ländlich-gotischen Stil erbaute Iglesia de Santa María del Castillo präsentiert im Innern eindrucksvolle Sterngewölbe. Bedeutsam ist ein Felipe Bigarny zugeschriebenes Altarretabel in einer Seitenkapelle mit einem darin integrierten Tafelbild mit dem Thema der Anbetung der Könige von Juan de Flandes aus dem ausgehenden 15. Jahrhundert.[4]
- Die Fassade des örtlichen Tourismusbüros in der Casa de los Leones präsentiert zwei eindrucksvolle Wappenschilde.
- Das Museo de la Piedad Isla zeigt zahlreiche Gebrauchsgegenstände aus dem Alltagsleben der Menschen in der Region.

Umgebung
- Nahezu einzigartig ist das etwa 2 km südöstlich gelegene, in einen Felsblock gehauene, von Steinkisten umgebene Eremita de San Vicente.

Weiler
- Viele ehemalige Dörfer in der Umgebung verfügen über eine kleine Dorfkirche oder eine Einsiedlerkapelle (ermita), die in einigen Fällen romanischen Ursprungs ist.

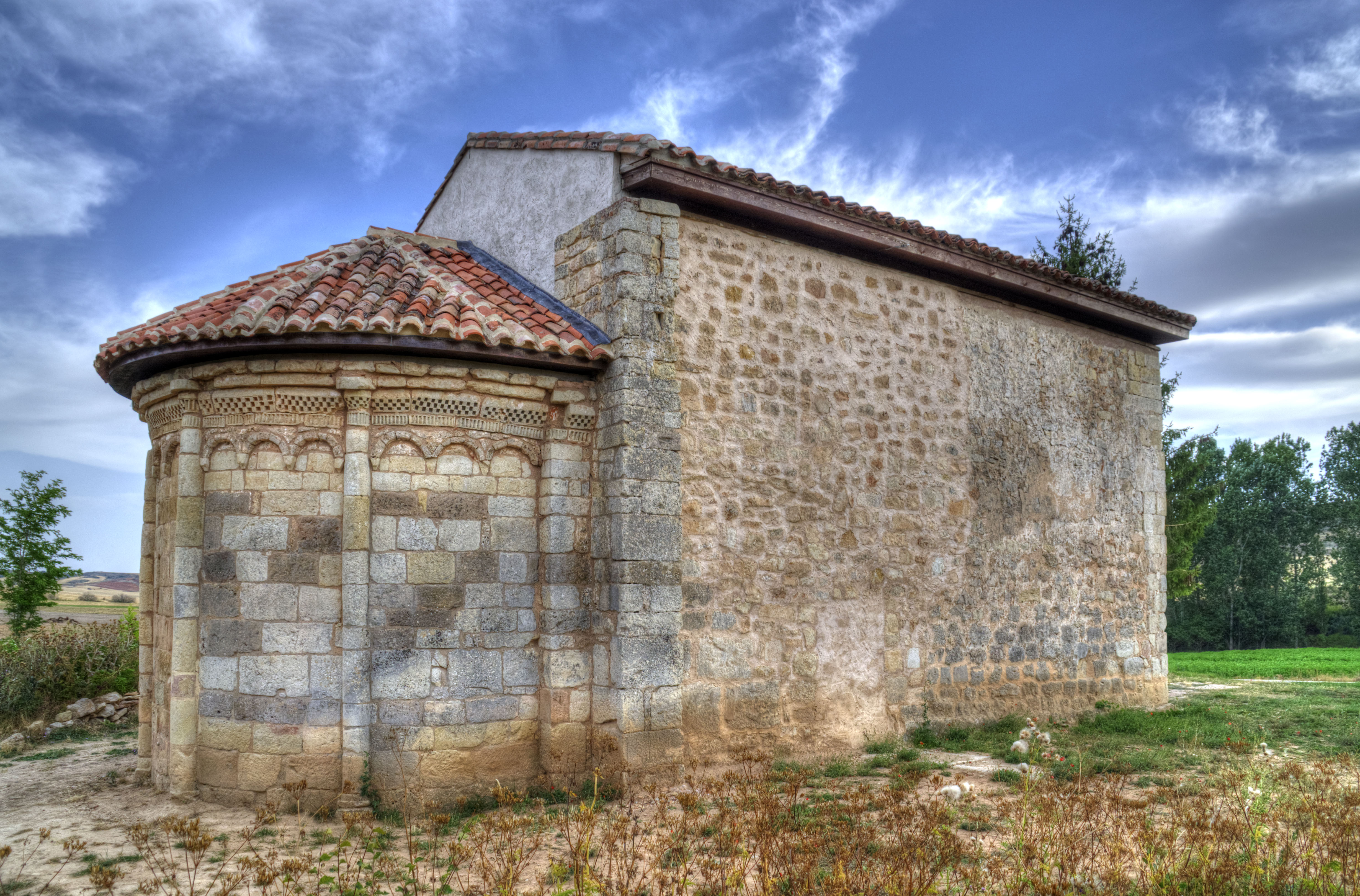
Romanische Ermita de San Pelayo beim Weiler Perazancas de Ojeda
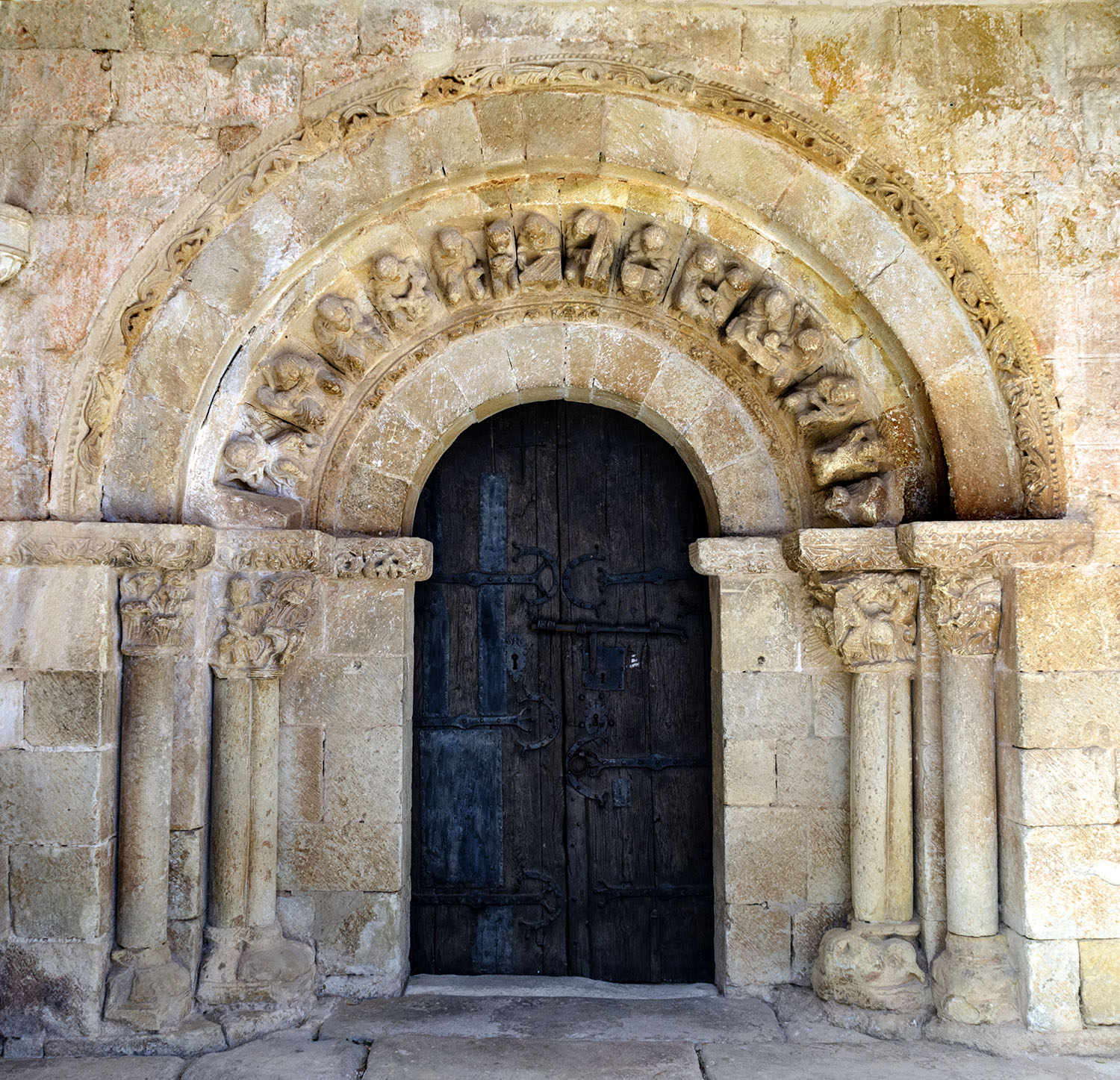
Romanisches Portal in Perazancas de Ojeda
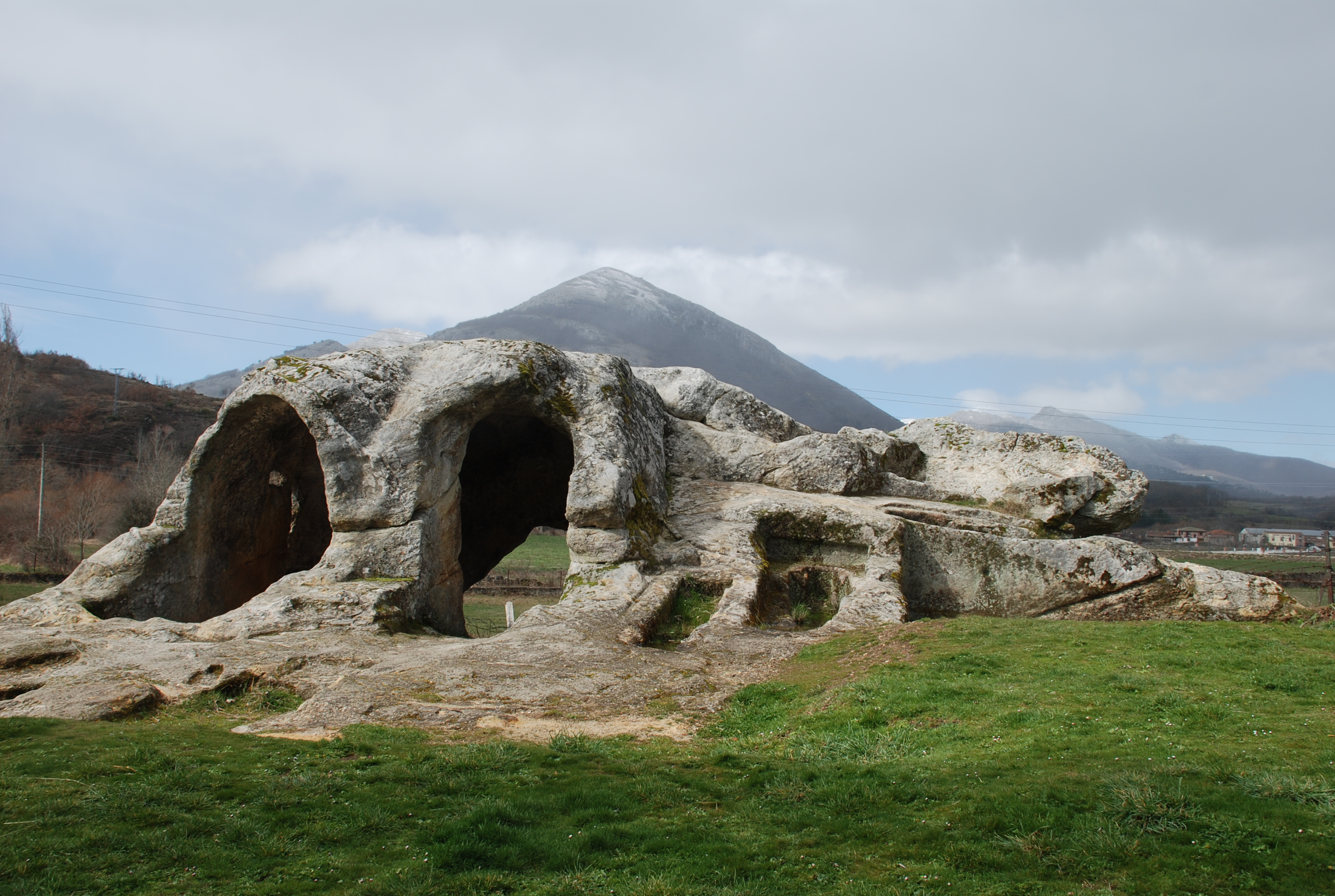
Ermita de San Vicente
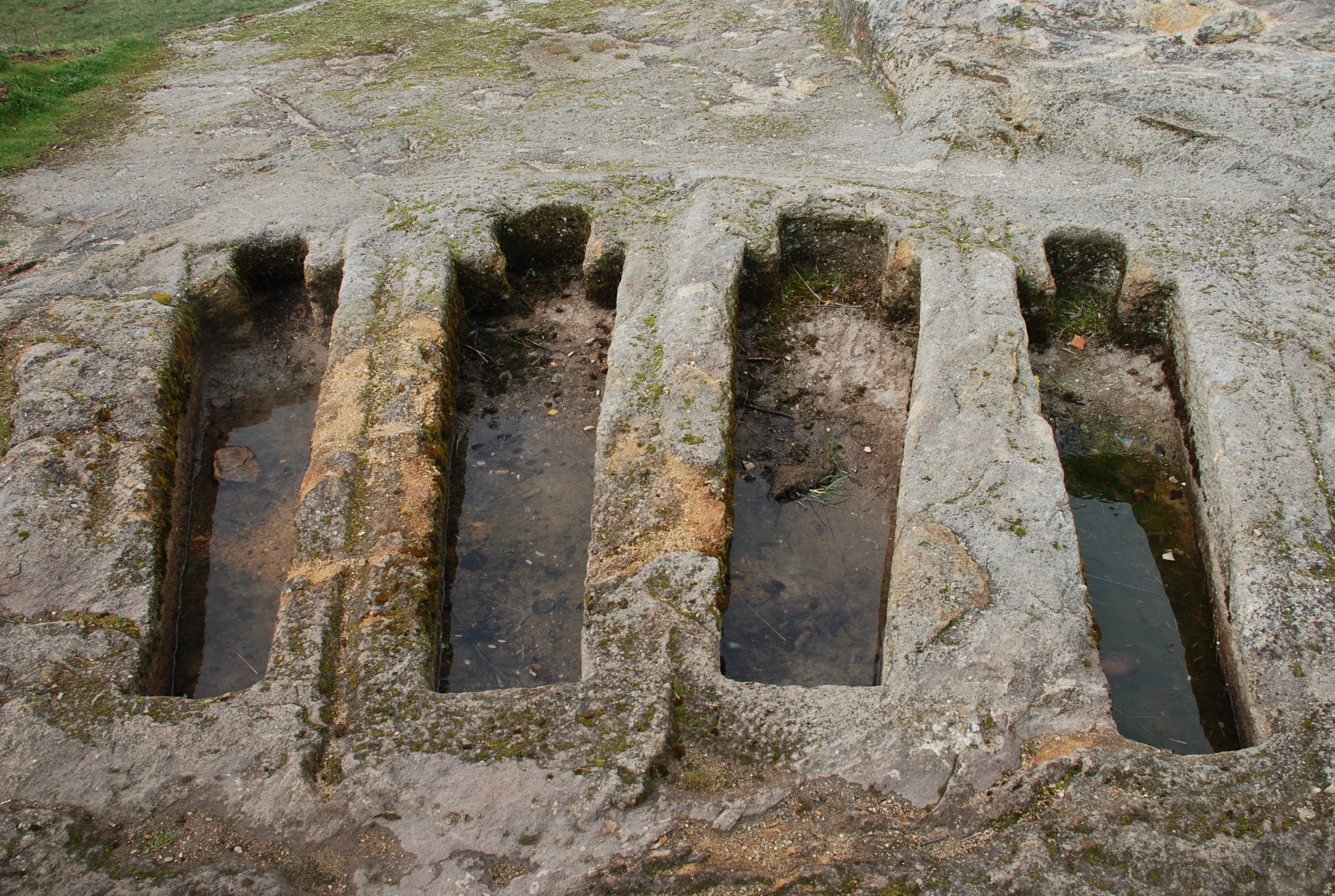
Steinkisten bei der Ermita